# Conestee Mill
Conestee Mill er en historisk vandmølle i det kommunefrie område Conestee, i South Carolina, USA.
 Møllen er en turistattraktion, og  ligger i nærheden af cykel- og fodgængerstierne i Lake Conestee Nature Park.

## Historie
Arkæologer har fundet spor af at Cherokee-indianerne, i kolonitidens Amerika, ofte brugte området omkring Conestee Mill som en lejrplads. I 1794 blev et 80 ha stort område overdraget til Andrew Nelson, der grundlagde møllen. Omkring 1820 var der et lille samfund i området.
Før 1833, blev møllen solgt til Vardry McBee, der navngav møllen "McBee Factory". Den blev på den tid brugt til at producere papir, strikkegarn, og bomuld. Efter 1875, blev McBee Factory omdøbt til Conestee Mill, møllens nuværende navn .
Møllen lukkede først i 1939, men genåbnede senere i 1946 af en ny ejer. Møllen lukkede officielt i 1971, og den 2. marts 2014 blev møllen med dens dæmning og sø noteret på National Register of Historic Places.

## References
1. ↑  National Register of Historic Places Registration Form nps.gov
2. ↑  Møllens historie på akeconesteenaturepark.com

34°46′13″N 82°20′51″V / 34.7703°N 82.3475°V